# X-Men: Ostatni bastion
X-Men: Ostatni bastion (oryg. X-Men: The Last Stand) – amerykańsko–brytyjski fantastycznonaukowy film akcji z 2006 roku na podstawie serii komiksów o grupie superbohaterów o tej samej nazwie wydawnictwa Marvel Comics. Za reżyserię odpowiadał Brett Ratner na podstawie scenariusza Davida Haytera. W rolach głównych wystąpili: Hugh Jackman, Halle Berry, Ian McKellen, Famke Janssen, Anna Paquin, Kelsey Grammer, James Marsden, Rebecca Romijn, Shawn Ashmore, Aaron Stanford, Vinnie Jones i Patrick Stewart.
Fabuła filmu oparta jest na komiksach z cyklu „The Dark Phoenix Saga” i „Astonishing X-Men: Obdarowani”. Koncentruje się ona wokół lekarstwa dla mutantów, które doprowadziło do walk między grupami mutantów oraz zmartwychwstania Jean Grey i odrodzenia się jej jako Phoenix.
Światowa premiera Ostatniego bastionu odbyła się 22 maja 2006 roku podczas 59. Międzynarodowego Festiwalu Filmowego w Cannes. W Polsce film zadebiutował 26 maja tego samego roku. Film zarobił prawie 460 milionów dolarów przy budżecie 210 milionów, lecz spotkał się z mieszanymi reakcjami krytyków. Ostatni bastion jest kontynuacją filmów X-Men z 2000 i X-Men 2 z 2003 roku i trzecią produkcją wchodzącą w skład franczyzy uniwersum filmowego osadzonego w świecie X-Men. W 2009 roku swoją premierę miał spin-off trylogii X-Men Geneza: Wolverine, a w 2011 – prequel oryginalnej trylogii X-Men: Pierwsza klasa.

## Streszczenie fabuły
W 1986 roku profesor Charles Xavier i Erik Lehnsherr odwiedzają młodą Jean Grey w domu jej rodziców, aby zaprosić ją do szkoły dla mutantów mieszczącej się w posiadłości Xaviera. Dziesięć lat później, ojciec Warrena Worthingtona III odkrywa, że jego syn jest mutantem, kiedy ten próbuje odciąć sobie skrzydła. Współcześnie Worthington Labs ogłasza, że opracowało szczepionkę w celu stłumienia genu X odpowiedzialnego za mutacje i oferuje „lekarstwo” każdemu mutantowi, który tego chce. Lekarstwo jest tworzone z genomu młodego mutanta imieniem Jimmy, który mieszka w ośrodku Worthingtona na wyspie Alcatraz. Część mutantów, w tym Rogue, jest zainteresowanych lekarstwem, jednak znaczna część jest przerażona tą ofertą. Magneto odnawia swoje Bractwo z tymi, którzy sprzeciwiają się lekarstwu, ostrzegając ich, że zostanie ono użyte siłą do eksterminacji rasy mutantów.
Z pomocą Pyro Magneto rekrutuje Callisto i kilku innych. Atakują więzienie, w którym przetrzymywana jest Mystique, by ją uwolnić. Przy okazji uwalniają Juggernauta i Multiple Mana. Mystique, która zasłania Magneto przed strzałą z lekarstwem, zostaje trafiona i traci swoje zdolności, a w następstwie Magneto ją porzuca. W międzyczasie Scott Summers, który nadal opłakuje stratę swojej narzeczonej Jean Grey, jedzie do miejsca jej śmierci nad jeziorem Alkali. Jean pojawia się przed Scottem i go zabija. Wyczuwając kłopoty, Xavier wysyła Logana i Storm, aby zbadali sprawę. Kiedy przybywają, odkrywają unoszące się skały, okulary Scotta i nieprzytomną Jean.
Po powrocie Logana i Storm do posiadłości, Xavier wyjaśnia Loganowi, że kiedy Jean poświęciła się, by ich ocalić, uwolniła także „Feniksa”, mroczną i niezwykle potężną alternatywną osobowość, którą Xavier telepatycznie stłumił. Logan jest oburzony tym, że Xavier manipulował umysłem Jean. Kiedy Jean się budzi, Logan odkrywa, że zabiła ona Scotta i nie jest tą samą Jean Grey, którą znał. Pojawia się Feniks, nokautuje Logana i ucieka.
Magneto dowiaduje się od Callisto o zmartwychwstaniu Jean, a X-Meni pojawiają się w domu Greyów w tym samym czasie, co Bractwo. Magneto i Xavier wchodzą do środka i obaj walczą o Jean, zanim Feniks powróci. Kiedy się pojawia, niszczy dom i dezintegruje Xaviera. Magneto i Logan powstrzymują dalszą destrukcję. Jean odchodzi z Magneto. Po przesłuchaniu Mystique, FBI odkrywa, że baza Magneto znajduje się w lesie. Jednak okazuje się, że formy życia w obozie to podstęp, kopie Multiple Mana. Magneto i Bractwo wyruszyli do Alcatraz. Magneto użył swojej mocy, aby przekierować most Golden Gate na wyspę. X-Meni rozpoczynają z nimi walkę.
Podczas walki Kitty Pryde ratuje Jimmy’ego przed Juggernautem, który został wysłany przez Magneto, aby go zabić. Logan prosi Colossusa, aby ten odwrócił uwagę Magneto, aby Hank McCoy mógł mu wstrzyknąć „lekarstwo”, które pozbawi go mocy. Przybywają posiłki wojskowe i zaczynają strzelać do Jean w momencie, kiedy Loganowi udaje się ją uspokoić. Feniks odpowiada atakiem na atak i rozbija wojsko, następnie zaczyna niszczyć Alcatraz i każdego w zasięgu jej mocy. Logan zdaje sobie sprawę, że tylko on może ją powstrzymać. Kiedy dociera do niej, Jean na chwilę przejmuje kontrolę i błaga go, aby uratował ją i wszystkich innych, zabijając ją. Logan to robi.
Później mutanci uzyskują prawa, a szkoła Xaviera nadal działa. Storm zostaje jej dyrektorem. McCoy zostaje mianowany ambasadorem przy ONZ przez prezydenta. Rogue wyjawia Bobby’emu Drake’owi, że wzięła lekarstwo, jednak on jest tym rozczarowany. W tym czasie Magneto gra w szachy w San Francisco. Przesuwa nieznacznie metalowy pionek, sugerując, że działanie lekarstwa jest tymczasowe. Moira MacTaggert sprawdza pacjenta w śpiączce, który wita ją głosem Xaviera.

## Obsada
- Hugh Jackman jako James „Logan” Howlett / Wolverine, mutant posiadający szpony w rękach, wyostrzone zmysły oraz umiejętność regeneracji. W wyniku eksperymentu jego szkielet, w tym również szpony, został pokryty niezniszczalnym adamantium[3].
- Halle Berry jako Ororo Munroe / Storm, mutantka potrafiąca kontrolować pogodę. Jest nauczycielką w Szkole Xaviera dla Utalentowanych Dzieci oraz należy do X-Menów[3].
- Ian McKellen jako Eric Lensherr / Magneto, mutant posiadający umiejętność manipulowania polem magnetycznym oraz metalem, który dowodzi Braterstwem Mutantów[3].
- Famke Janssen jako Jean Grey, mutantka posiadająca zdolności telekinetyczne i telepatyczne. Jest nauczycielką w Szkole Xaviera dla Utalentowanych Dzieci oraz należy do X-Menów[4].
- Anna Paquin jako Marie D’Ancanto / Rogue, nastoletnia mutantka, która uciekła z domu po tym jak po pocałowaniu chłopaka zapadł on w śpiączkę. Poprzez fizyczny kontakt potrafi odebrać siły życiowe, poznać czyjeś wspomnienia, a w przypadku mutantów – używać ich mocy[4].
- Kelsey Grammer jako Henry „Hank” McCoy / Beast, mutant pokryty futrem, mający chwytne stopy i nadludzkie zdolności fizyczne[3].
- James Marsden jako Scott Summers / Cyclops, mutant posiadający zdolność generowania wiązek energii z oczu, który w związku z tym nosi specjalne okulary. Jest nauczycielem w Szkole Xaviera dla Utalentowanych Dzieci oraz należy do X-Menów[5].
- Rebecca Romijn-Stamos jako Raven Darkholme / Mystique, mutantka posiadająca zdolność zmiany swojego wyglądu, należąca do Braterstwa Mutantów[6].
- Shawn Ashmore jako Bobby Drake / Iceman, uczeń szkoły Charlesa Xaviera potrafiący kontrolować lód[4].
- Aaron Stanford jako John Allerdyce / Pyro, były uczeń szkoły Charlesa Xaviera potrafiący kontrolować ogień, który dołączył do Braterstwa Mutantów[3].
- Vinnie Jones jako Cain Marko / Juggernaut, mutant i przestępca zrekrutowany przez Braterstwo Mutantów; posiada nadludzką siłę[4].
- Patrick Stewart jako Charles Xavier / Profesor X, mutant, który posiada zdolność telepatii, pacyfista. Założyciel Szkoły Xaviera dla Utalentowanych Dzieci oraz X-Menów[3].

W filmie ponadto wystąpili: Daniel Cudmore jako Peter Rasputin / Colossus, Elliot Page jako Kitty Pryde, Bryce Hodgson jako Artie Maddicks, Shauna Kain jako Theresa Cassidy / Siryn i Kea Wong jako Jubilation Lee / Jubilee – uczniowie w szkole Charlesa Xaviera; Olivia Williams jako Moira McTaggert; Shohreh Aghdashloo jako Kavita Rao, naukowiec, która pracuje w Worthington Labs nad lekarstwem dla mutantów; Ben Foster jako Warren Kenneth Worthington III / Angel, mutant, który posiada skrzydła umożliwiające mu latanie; Michael Murphy jako Warren Worthington II, właściciel Worthington Labs, ojciec Worthingtona III, który za pomocą lekarstwa chce się pozbyć mutacji u syna; Eric Dane jako Jamie Madrox / Multiple Man, mutant potrafiący się multiplikować, zwerbowany przez Braterstwo Mutantów; Lance Gibson jako Spike, mutant również zwerbowany przez Braterstwo; Dania Ramirez jako Callisto, przywódczyni The Omegas, mutanka potrafiąca wyczuć innych mutantów i ich zdolności; Omahyra Mota jako Arclight, Ken Leung jako Kid Omega i Meiling Melançon jako Psylocke –  mutanci należący do The Omegas; Cameron Bright jako Jimmy / Leech, mutant blokujący zdolności innych mutantów oraz Bill Duke jako Bolivar Trask, szef Departamentu Bezpieczeństwa.
W rolach cameo wystąpili: Chris Claremont i Stan Lee, twórcy komiksów Marvel Comics jako sąsiedzi nastoletniej Jean Grey.

## Produkcja

### Rozwój projektu

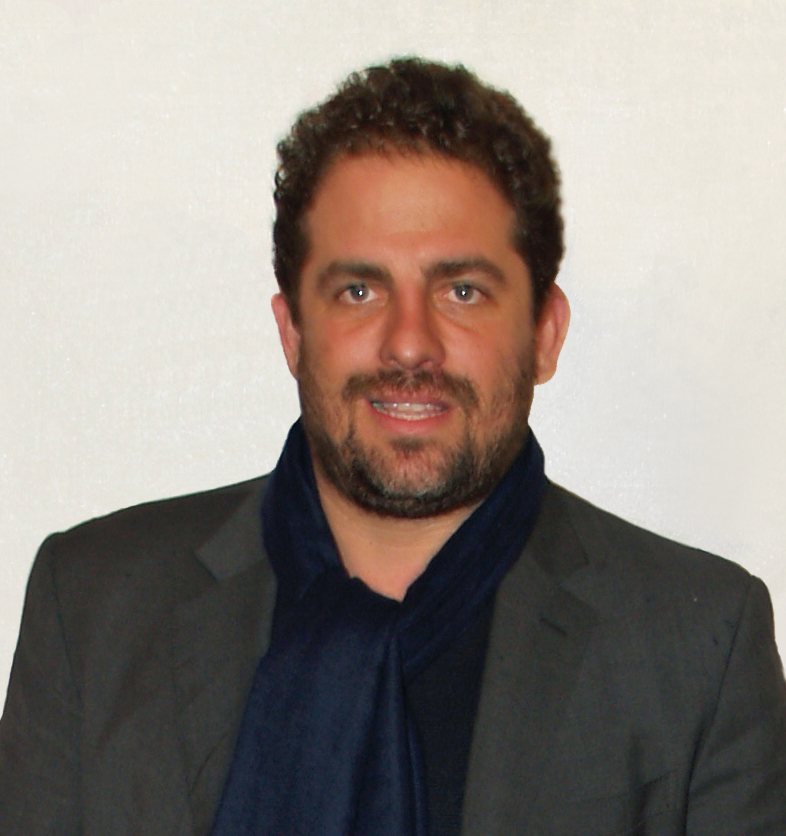
Brett Ratner, reżyser filmu

Bryan Singer, który wyreżyserował dwa pierwsze filmy, zrezygnował z pracy nad trzecim na rzecz filmu Superman: Powrót. W marcu 2005 roku 20th Century Fox zatrudniło Matthew Vaughna na tym stanowisku. Jednak po trzech miesiącach Vaughn zrezygnował z powodów rodzinnych. Studio rozważało na miejsce Vaughna dwóch reżyserów: Johna Moore’a i Bretta Ratnera. Ostatecznie Ratner został nowym reżyserem filmu.
Simon Kinberg został zatrudniony do napisania scenariusza w sierpniu 2004 roku. Kinberg i Zak Penn osobno pracowali nad innymi wersjami scenariusza. Ostatecznie obydwaj połączyli siły w styczniu 2005 roku.

### Casting
W listopadzie 2000 roku ujawniono, że Patrick Stewart i Ian McKellen podpisali kontrakty na udział w trzech filmach. W czerwcu 2004 roku James Marsden poinformował, że powinna powrócić większość obsady z drugiej części. W lutym 2005 Famke Janssen, której postać zginęła w poprzedniej części, ujawniła, że zagra również w trzecim filmie. W kwietniu negocjacje rozpoczął Vinnie Jones do roli Juggernauta. Wtedy potwierdzono również powrót Stewarta, McKellena, Hugh Jackmana i Halle Berry.
W maju 2005 roku Kelsey Grammer dołączył do obsady jako Beast. W czerwcu 2005 poinformowano, że Alan Cumming nie powróci jako Nightcrawler. W lipcu obsadzono Bena Fostera jako Angela, Michaela Murphy’ego jako jego ojca, Warrena Worthingtona II i Elliot Page jako Kitty Pryde. W sierpniu do obsady dołączyli Bill Duke jako Bolivar Trask i Olivia Williams jako Moira MacTaggert. W grudniu poinformowano, że Meiling Melançon zagra Psylocke.

### Zdjęcia i postprodukcja
Zdjęcia do filmu rozpoczęły się w sierpniu 2005, a zakończyły się w styczniu 2006 roku. Film był kręcony w Vancouver w Kanadzie. Za zdjęcia odpowiadał Dante Spinotti, scenografią zajął się Edward Verreaux, a kostiumy zaprojektowała Judianna Makovsky.
Montażem zajęli się Mark Helfrich, Mark Goldblatt i Julia Wong. Efekty specjalne przygotowały studia: Cinesite, Weta Digital, Kleiser–Walczak Construction, Framestore, Soho VFX, CIS Hollywood, Rhythm & Hues, New Deal Studios, Hydraulx, Lola VFX i Moving Picture Company, a odpowiadał za nie John Bruno.

## Muzyka
John Powell został zatrudniony do skomponowania muzyki do filmu. X-Men: The Last Stand (Original Motion Picture Soundtrack) z muzyką Powella został wydany 23 maja 2006 roku przez Varèse Sarabande.
| X-Men: The Last Stand (Original Motion Picture Soundtrack) – 2006 | X-Men: The Last Stand (Original Motion Picture Soundtrack) – 2006 | X-Men: The Last Stand (Original Motion Picture Soundtrack) – 2006 | X-Men: The Last Stand (Original Motion Picture Soundtrack) – 2006 |
| Nr                                                                | Tytuł utworu                                                      | Autor                                                             | Długość                                                           |
| ----------------------------------------------------------------- | ----------------------------------------------------------------- | ----------------------------------------------------------------- | ----------------------------------------------------------------- |
| 1.                                                                | „20 Years Ago”                                                    | J. Powell                                                         | 1:10                                                              |
| 2.                                                                | „Bathroom Titles”                                                 | J. Powell                                                         | 1:08                                                              |
| 3.                                                                | „The Church of Magneto/Raven is My Slavename”                     | J. Powell                                                         | 2:40                                                              |
| 4.                                                                | „Meet Leech Then Off to the Lake”                                 | J. Powell                                                         | 2:38                                                              |
| 5.                                                                | „Whirlpool of Love”                                               | J. Powell                                                         | 2:02                                                              |
| 6.                                                                | „Examining Jean”                                                  | J. Powell                                                         | 1:12                                                              |
| 7.                                                                | „Dark Phoenix”                                                    | J. Powell                                                         | 1:28                                                              |
| 8.                                                                | „Angels Cure”                                                     | J. Powell                                                         | 2:32                                                              |
| 9.                                                                | „Jean and Logan”                                                  | J. Powell                                                         | 1:39                                                              |
| 10.                                                               | „Dark Phoenix Awakes”                                             | J. Powell                                                         | 1:44                                                              |
| 11.                                                               | „Rejection is Never Easy”                                         | J. Powell                                                         | 1:08                                                              |
| 12.                                                               | „Magneto Plots”                                                   | J. Powell                                                         | 2:05                                                              |
| 13.                                                               | „Entering the House”                                              | J. Powell                                                         | 1:18                                                              |
| 14.                                                               | „Dark Phoenix’s Tragedy”                                          | J. Powell                                                         | 3:13                                                              |
| 15.                                                               | „Farewell to X”                                                   | J. Powell                                                         | 0:30                                                              |
| 16.                                                               | „The Funeral”                                                     | J. Powell                                                         | 2:52                                                              |
| 17.                                                               | „Skating on the Pond”                                             | J. Powell                                                         | 1:12                                                              |
| 18.                                                               | „Cure Wars”                                                       | J. Powell                                                         | 2:59                                                              |
| 19.                                                               | „Fight in the Woods”                                              | J. Powell                                                         | 3:04                                                              |
| 20.                                                               | „St. Lupus Day”                                                   | J. Powell                                                         | 3:02                                                              |
| 21.                                                               | „Building Bridges”                                                | J. Powell                                                         | 1:16                                                              |
| 22.                                                               | „Shock and No Oars”                                               | J. Powell                                                         | 1:16                                                              |
| 23.                                                               | „Attack on Alcatraz”                                              | J. Powell                                                         | 4:37                                                              |
| 24.                                                               | „Massacre”                                                        | J. Powell                                                         | 0:31                                                              |
| 25.                                                               | „The Battle of the Cure”                                          | J. Powell                                                         | 4:21                                                              |
| 26.                                                               | „Phoenix Rises”                                                   | J. Powell                                                         | 4:21                                                              |
| 27.                                                               | „The Last Stand”                                                  | J. Powell                                                         | 5:29                                                              |
|                                                                   |                                                                   |                                                                   | 1:01:27                                                           |

## Wydanie
Światowa premiera Ostatniego bastionu odbyła się 22 maja 2006 roku podczas 59. Międzynarodowego Festiwalu Filmowego w Cannes. Film był pokazywany poza konkursem. W Stanach Zjednoczonych, Kanadzie i Polsce film zadebiutował 26 maja tego samego roku.
Film został wydany na DVD w Stanach Zjednoczonych 3 października 2006 roku. 14 listopada 2006 roku został wydany na Blu-ray. W Polsce został wydany na DVD 2 października 2006 roku.

## Odbiór

### Box office
Film, przy budżecie 210 milionów dolarów, zarobił w Stanach Zjednoczonych i Kanadzie w weekend otwarcia 102,7 miliona. Łącznie Ostatni bastion zarobił w Ameryce Północnej ponad 234 miliony dolarów, a na całym świecie uzyskał wynik prawie 460 milionów.

### Krytyka w mediach
Film spotkał się z mieszanymi opiniami krytyków. W serwisie Rotten Tomatoes 58% z 234 recenzji uznano za pozytywne, a średnia ocen wystawionych na ich podstawie wyniosła 5,9 na 10. Na portalu Metacritic średnia ważona ocen z 38 recenzji wyniosła 58 punktów na 100. Natomiast według serwisu CinemaScore, zajmującego się mierzeniem atrakcyjności filmów w Stanach Zjednoczonych, publiczność przyznała mu ocenę A- w skali od F do A+.
Justin Chang z „Variety” stwierdził, że film jest „wyraźnie pozbawiony popowej powagi, nastrojowej atmosfery i ciężaru emocjonalnego, dzięki którym pierwsze dwie adaptacje komiksów Marvela były tak porywająco udane”. Frank Lovece z „Film Journal International” stwierdził: „Ryzykowny scenariusz naprawdę konsekwentnie nadaje rangę miernej reżyserii Bretta Ratnera, którego rzetelna chałtura skutecznie, ale niemal bezdusznie prowadzi historię”. Manohla Dargis z „The New York Timesa” napisała: „Jak można się było spodziewać, Ostatni bastion wygląda i działa tak samo jak pierwsze filmy, chociaż może bardziej hałaśliwie i wyzywająco oraz nieco mniej posępnie”.
Marcin Kamiński z portalu Filmweb stwierdził: „X-Men: Ostatni bastion sprawdza się jako letnia produkcja, zapewniając widzom nieco ponad 100 minut szybkiej i okraszonej niesamowitymi efektami specjalnymi akcji. Co prawda fabularnie nie dorównuje poprzedniej części, a powierzchowne potraktowanie przez scenarzystów niektórych wątków i sporej części obecnych na ekranie mutantów może zirytować fanów, ale ja wyszedłem z kina zadowolony”. Maria Zelno z Onetu napisała: „Ratner dał się poznać jako dobrze przygotowany kontynuator. Dzięki jego filmowi z niecierpliwością można czekać na kolejny film z serii X-Men”.

### Nagrody i nominacje
| Rok  | Ceremonia                        | Kategoria                                             | Nominowani                                              | Rezultat  | Przypis       |
| ---- | -------------------------------- | ----------------------------------------------------- | ------------------------------------------------------- | --------- | ------------- |
| 2006 | Teen Choice Awards               | Ulubiony film dramatyczny / akcji / przygodowy        | X-Men: Ostatni bastion                                  | Nominacja | [ 53 ]        |
| 2006 | Teen Choice Awards               | Ulubiony dramatyczny / akcji film lata                | X-Men: Ostatni bastion                                  | Nominacja | [ 53 ]        |
| 2006 | Teen Choice Awards               | Ulubiona aktorka dramatu / filmu akcji                | Halle Berry                                             | Nominacja | [ 53 ]        |
| 2006 | Teen Choice Awards               | Ulubiony aktor dramatu / filmu akcji                  | Hugh Jackman                                            | Nominacja | [ 53 ]        |
| 2006 | Teen Choice Awards               | Ulubiony pocałunek                                    | Famke Janssen, Hugh Jackman                             | Nominacja | [ 53 ]        |
| 2006 | Teen Choice Awards               | Ulubiona filmowa scena walki                          | X-Men: Ostatni bastion                                  | Nominacja | [ 53 ]        |
| 2006 | Teen Choice Awards               | Ulubiony czarny charakter                             | Ian McKellen                                            | Nominacja | [ 53 ]        |
| 2006 | Golden Schmoes Awards            | Najlepsze rozczarowanie                               | X-Men: Ostatni bastion                                  | Wygrana   | [ 54 ]        |
| 2006 | Golden Schmoes Awards            | Najlepsze efekty sepcjalne                            | X-Men: Ostatni bastion                                  | Nominacja | [ 54 ]        |
| 2006 | Scream Awards                    | Najlepszy superbohater                                | Famke Janssen                                           | Nominacja | [ 55 ]        |
| 2006 | Scream Awards                    | Najlepszy superbohater                                | Hugh Jackman                                            | Nominacja | [ 55 ]        |
| 2006 | Scream Awards                    | Najlepsza adaptacja komiksu                           | X-Men: Ostatni bastion                                  | Wygrana   | [ 55 ]        |
| 2006 | Scream Awards                    | Najlepszy złoczyńca                                   | Ian McKellen                                            | Nominacja | [ 55 ]        |
| 2006 | Scream Awards                    | Najlepsze efekty sepcjalne                            | X-Men: Ostatni bastion                                  | Nominacja | [ 55 ]        |
| 2006 | Satellite Awards                 | Najlepszy montaż                                      | Julia Wong, Mark Goldblatt, Mark Helfrich               | Wygrana   | [ 56 ]        |
| 2006 | Satellite Awards                 | Najlepsze zdjęcia                                     | Dante Spinotti                                          | Nominacja | [ 56 ]        |
| 2006 | Satellite Awards                 | Najlepszy dźwięk                                      | Doug Hemphill, John A. Larsen, Rick Klein, Steve Maslow | Nominacja | [ 56 ]        |
| 2006 | Satellite Awards                 | Najlepsze efekty specjalne                            | John Bruno                                              | Nominacja | [ 56 ]        |
| 2007 | Saturn Awards                    | Najlepszy film science fiction                        | X-Men: Ostatni bastion                                  | Nominacja | [ 57 ]        |
| 2007 | Saturn Awards                    | Najlepsza aktorka drugoplanowa                        | Famke Janssen                                           | Wygrana   | [ 57 ]        |
| 2007 | Saturn Awards                    | Najlepszy aktor drugoplanowy                          | Kelsey Grammer                                          | Nominacja | [ 57 ]        |
| 2007 | Saturn Awards                    | Najlepsze kostiumy                                    | Judianna Makovsky                                       | Nominacja | [ 57 ]        |
| 2007 | Saturn Awards                    | Najlepsze efekty specjalne                            | John Bruno, Eric Saindon, Craig Lyn                     | Nominacja | [ 57 ]        |
| 2007 | Saturn Awards                    | Najlepsza muzyka                                      | John Powell                                             | Nominacja | [ 57 ]        |
| 2007 | Kids’ Choice Awards              | Ulubiona aktorka filmowa                              | Halle Berry                                             | Nominacja | [ 58 ]        |
| 2007 | Empire Awards                    | Najlepszy film science fiction / fantasy              | X-Men: Ostatni bastion                                  | Nominacja | [ 59 ] [ 60 ] |
| 2007 | Empire Awards                    | Najlepszy scena filmowa                               | X-Men: Ostatni bastion                                  | Nominacja | [ 59 ] [ 60 ] |
| 2007 | Amerykańska Gildia Kostiumologów | Najlepsze kostiumy w filmie współczesnym              | Judianna Makovsky                                       | Nominacja | [ 61 ]        |
| 2007 | Irish Film & Television Awards   | Najlepszy aktor zagraniczny                           | Ian McKellen                                            | Nominacja | [ 62 ]        |
| 2007 | People’s Choice Awards           | Ulubiony film                                         | X-Men: Ostatni bastion                                  | Nominacja | [ 63 ]        |
| 2007 | People’s Choice Awards           | Ulubiony film dramatyczny                             | X-Men: Ostatni bastion                                  | Nominacja | [ 63 ]        |
| 2007 | People’s Choice Awards           | Ulubiona aktorka w filmie akcji                       | Halle Berry                                             | Wygrana   | [ 63 ]        |
| 2007 | Young Artist Awards              | Najlepszy drugoplanowy występ młodego aktora w filmie | Cameron Bright                                          | Nominacja | [ 64 ]        |

## Kontynuacje, anulowane projekty i reboot Filmowego Uniwersum Marvela
W 2008 roku ujawniono, że 20th Century Fox pracuje nad prequelem X-Men: Pierwsza klasa. W marcu 2010 roku poinformowano, że studio planuje rozpocząć tym filmem nową trylogię. Matthew Vaughn zajął się reżyserią, a także razem z Ashley Miller, Zackiem Stentzem i Jane Goldman napisał scenariusz. Film miał premierę w 2011 roku. W młodszych wersjach Charlesa Xaviera, Magneto, Hanka McCoya i Mystique zostali obsadzeni James McAvoy, Michael Fassbender, Jennifer Lawrence i Nicholas Hoult.
Kolejny film, X-Men: Przeszłość, która nadejdzie zadebiutował w 2014 roku. Bryan Singer, który wyreżyserował dwa pierwsze filmy franczyzy zajął się ponownie reżyserią na podstawie scenariusza Simona Kinberga. W filmie powróciła obsada zarówno z Pierwszej klasy, jak i z oryginalnej trylogii. Swoje role powtórzyli między innymi: Hugh Jackman, McAvoy, Fassbender, Lawrence, Hoult, Halle Berry, Elliot Page, Ian McKellen i Patrick Stewart. Jeszcze w grudniu 2013 roku Singer zapowiedział kontynuację. Ponownie zajął się reżyserią, a scenariusz napisał Kinberg. X-Men: Apocalypse miał premierę w 2016 roku. Swoje role powtórzyli McAvoy, Fassbender, Lawrence, Hoult, Rose Byrne i Lucas Till. Do obsady dołączył Oscar Isaac jako Apocalypse oraz Tye Sheridan, Sophie Turner i Alexandra Shipp jako młodsze wersje Cyclopsa, Jean Grey i Storm.
W maju 2016 roku Kinberg zapowiedział, że 20th Century Fox planuje kolejną trylogię, która tym razem ma się koncentrować na młodych mutantach. W lutym 2017 roku poinformowano, że Kinberg rozpoczął negocjacje ze studiem dotyczące wyreżyserowania kontynuacji na podstawie własnego scenariusza inspirowanego komiksami Dark Phoenix Saga. X-Men: Mroczna Phoenix miała premierę w 2019 roku. W głównych rolach powrócili McAvoy, Fassbender, Lawrence, Hoult, Turner, Sheridan i Shipp. Dołączyła do nich Jessica Chastain jako Vuk.
Studio rozwijało też kilka spin-offów franczyzy filmowej o X-Menach. W 2009 roku premierę miał X-Men Geneza: Wolverine z Jackmanem w tytułowej roli. Doczekał się on dwóch kontynuacji: Wolverine (2013) i Logan: Wolverine (2017) oraz dwóch części jego spin-offu: Deadpool i Deadpool 2 z Ryanem Reynoldsem w głównej roli z 2016 i 2018 roku. Wśród niezrealizowanych projektów studia znalazły się między innymi: Gambit z Channingiem Tatumem w głównej roli, Multiple Man z Jamesem Franco, Kitty Pryde z Elliotem Pagem oraz filmy o Alpha Flight i o Exiles.
W 2019 roku The Walt Disney Company sfinalizował transakcję zakupu 21st Century Fox, wskutek czego wszystkie filmy Foxa związane z franczyzą zostały anulowane, w tym planowane spin-offy i kontynuacje Mrocznej Phoenix, a Marvel Studios przejęło kontrolę nad postaciami. Prezes Disneya, Robert Iger, poinformował, że X-Meni zostaną włączeni do Filmowego Uniwersum Marvela. W lipcu 2019 roku, podczas San Diego Comic-Conu, Kevin Feige zapowiedział, że studio pracuje nad rebootem filmu o mutantach.
W 2020 roku premierę miał ostatni film franczyzy filmowej o X-Menach, samodzielny spin-off, Nowi mutanci.